# Заліски (Коростенський район)
Залі́ски — село в Україні, у Чоповицькій селищній територіальній громаді Коростенського району Житомирської області. Населення становить 79 осіб (2001).

## Історія
Колишня назва — Заліське.
12 червня 2020 року, відповідно до розпорядження Кабінету Міністрів України № 711-р «Про визначення адміністративних центрів та затвердження територій територіальних громад Житомирської області», територію та населені пункти Скуратівської сільської ради Малинського району включено до складу Чоповицької селищної територіальної громади Коростенського району Житомирської області.